# Lista över kyrkor uppkallade efter Maria från Magdala

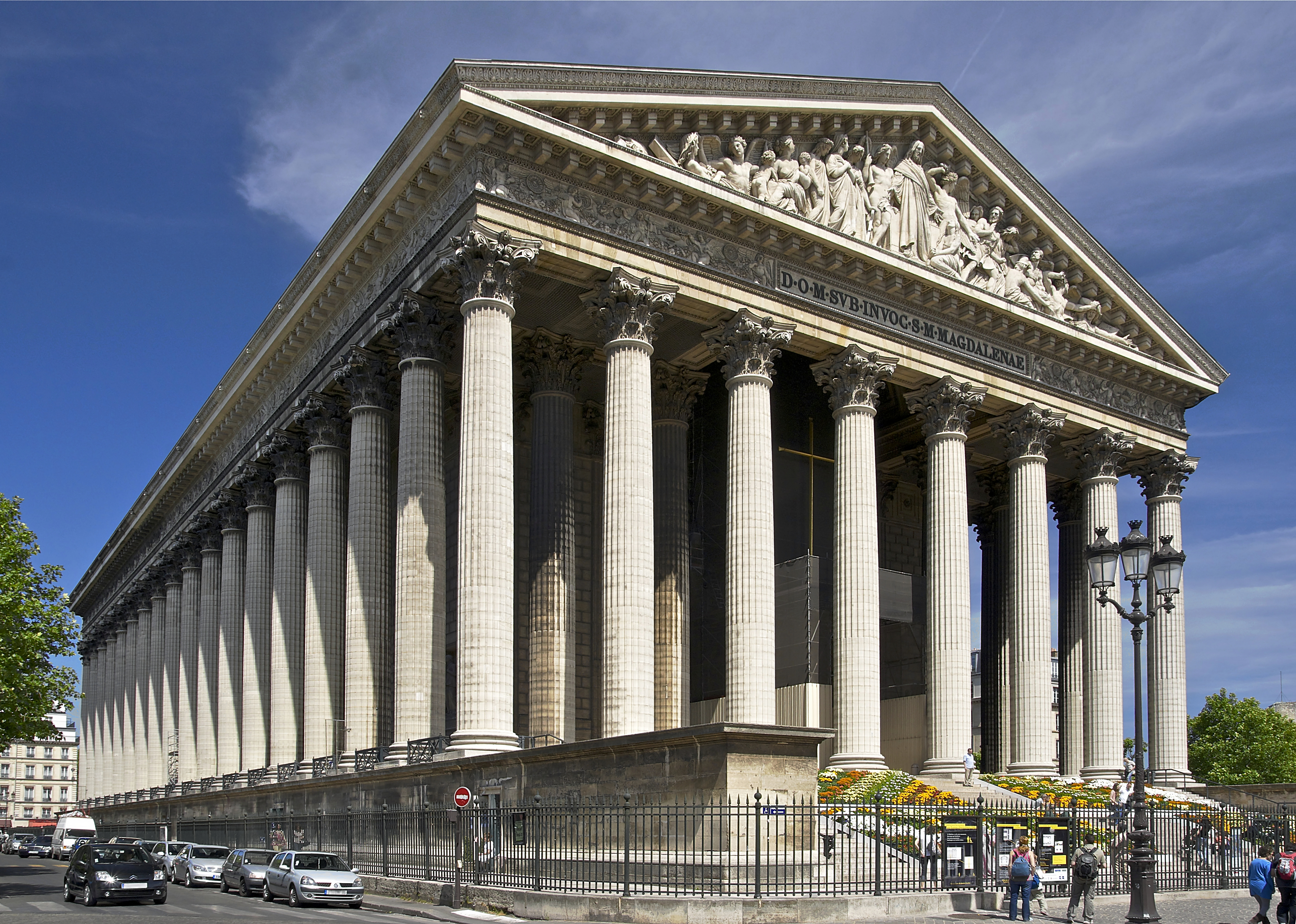
Église de la Madeleine, Paris

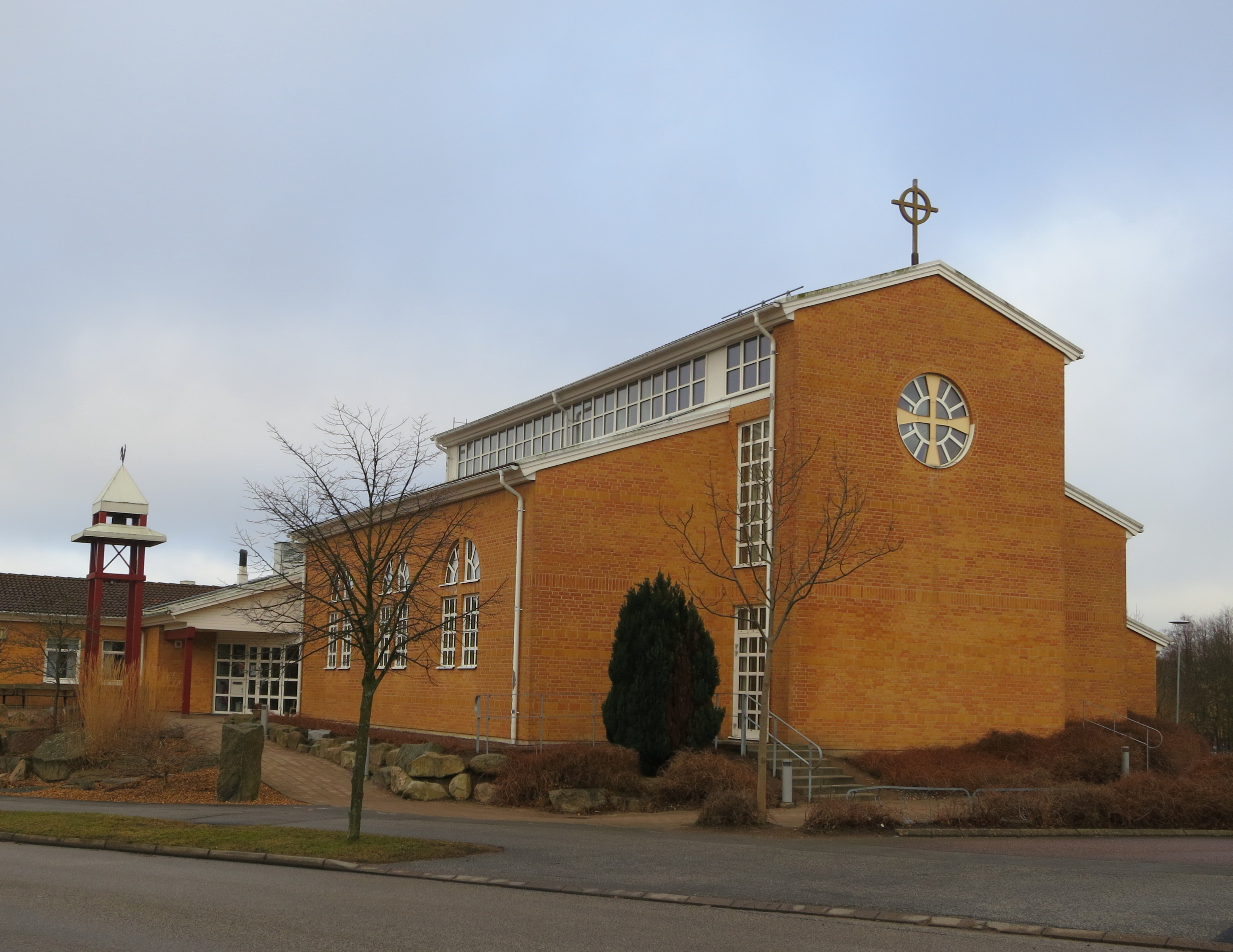
Maria Magdalena kyrka i Lund

Maria från Magdala var en av kvinnorna som enligt Nya Testamentet följde Jesus. Historiskt har hon ofta kallats Maria Magdalena eftersom ortnamnet kom att uppfattas som ett egennamn. Efter henne har åtskilliga kyrkor uppkallats runt om i världen.
Listan är inte komplett och urvalet bygger inte på någon definierad avgränsning.

## Estland
- Runö S:ta Magdalena kyrka på Runö

## Finland
- Sankta Maria Magdalena kyrka på Föglö, Åland
- Sankta Maria Magdalena kyrka på Sottunga, Åland

## Frankrike
- Basilique Sainte-Marie-Madeleine i Vézelay, Yonne
- Basilique Sainte-Marie-Madeleine i Saint Maximin i Var
- Église de la Madeleine i Paris

## Grekland
- Sankta Maria Magdalenas kyrka i Chania

## Israel
- Rysk-ortodoxa kyrkan Chram Marii Magdaline i Jerusalem

## Italien
- Kyrkan Santa Maria Maddalena i Rom

## Polen
- Sankta Maria Magdalena ortodoxa katedral i Warszawa

## Sverige
- Maria Magdalena kyrka i Lund
- S:ta Maria Magdalena kyrka i Stockholm
- Maria Magdalena kapell i Kräcklinge, Närke
- Maria Magdalena kapell, Stockholm